# Andrés Fuentes Molina
Andrés Fuentes Molina (Valencia, España, 18 de agosto de 1990) es un árbitro de fútbol español adscrito al CTA valenciano. Debutó en la Segunda División en la jornada inaugural de la temporada 2022‑23 (Real Oviedo–FC Andorra, 0‑1).

## Trayectoria
Se formó en el ámbito territorial valenciano y debutó en la desaparecida Segunda División B el 25 de octubre de 2020 (Poblense–San Sebastián de los Reyes, 1‑1). En 2021‑22 dirigió en Primera Federación y en 2022 logró el ascenso al fútbol profesional, integrándose en la plantilla de la Segunda División.

## Temporadas
| Categoría          | País   | Años          | Partidos |
| ------------------ | ------ | ------------- | -------- |
| Segunda División B | España | 2020–2021     | 9        |
| Primera Federación | España | 2021–2022     | 12       |
| Segunda División   | España | 2022–2025     | 63       |
| Segunda División   | España | 2025–presente | —        |

Datos de partidos por categoría según BDFutbol (actualizado a 17/08/2025).